# Erich Valentin (Musikwissenschaftler)
Erich Valentin (* 27. November 1906 in Straßburg; † 16. März 1993 in Bad Aibling) war ein deutscher Musikwissenschaftler und Lehrstuhlinhaber in München.

## Leben
Valentin, der Sohn der Claire Valentin, geborene Diedrich, und des Postbeamten Karl Valentin, studierte ab 1925 Musikwissenschaften (mit Germanistik und Pädagogik) an der Universität München und wurde 1928 mit seiner Dissertationsschrift Die Entwicklung der Tokkata im 17. und 18. Jahrhundert zum Dr. phil. promoviert. 1931 veröffentlichte er anlässlich des 250. Geburtstages von Georg Philipp Telemann die erste eigenständige Telemann-Biographie. Von 1928 bis 1935 war er Lehrer am Musikerzieher-Seminar in Magdeburg und Musikkorrespondent verschiedener Zeitschriften, danach wirkte er bis 1939 als Kritiker und Musikschriftsteller in München. 1935 erwies sich der evangelische Musikwissenschaftler als linientreuer Parteigänger des nationalsozialistischen Regimes, als er in einem Beitrag Musikgeschichte als Bildungsfaktor schrieb: „Das Bildungsideal des neuen Staates ist wie sein politisches Ziel die Totalität“.
Valentin war nach den Angaben der Reichsmusikkammer und seiner Namensakte Mitglied der NSDAP, allerdings fehlt sein Name in der Zentralkartei der NSDAP.
Während der Zeit des Nationalsozialismus publizierte Valentin verschiedene musikgeschichtliche Werke, wie 1937 Richard Wagner. Sinndeutung von Zeit und Werk oder 1939 Hans Pfitzner, ein Deutscher sowie 1940 Ewig klingende Weise – Ein Lesebuch vom Wesen und Werden deutscher Musik.
Seit 1937 war mit Edith Valentin, geborene Dettmeyer verheiratet. Mit ihr hatte er vier Kinder (Kläreliese, Hannedore, Hans-Erich und Michael). Nach dem Anschluss Österreichs wurde er 1939 als Lehrer an das Mozarteum in Salzburg berufen, wo er Dozent für Musikwissenschaft und Leiter des Zentralinstituts für Mozartforschung wurde. Daneben war er Generalsekretär der Internationalen Stiftung Mozarteum. 1944 wurde er zur Wehrmacht eingezogen.
Nach dem Ende des Zweiten Weltkriegs lebte Valentin zunächst in Mammendorf bei Fürstenfeldbruck. Von 1946 bis 1947 war er Lehrer an der Heimschule Burg Sternberg/Lippe, von 1949 bis 1953 Dozent an der Nordwestdeutschen Musik-Akademie in Detmold. Daneben war er seit 1949 Chefredakteur der Zeitschrift für Musik. 1953 wurde er als außerordentlicher Professor für Musikwissenschaft an die Staatliche Hochschule für Musik in München berufen und 1955 zum ordentlichen Professor ernannt.
In der Deutschen Demokratischen Republik wurde Valentins Buch Ewig klingende Weise. Ein Lesebuch vom Wesen und Werden deutscher Musik (Bosse, Regensburg 1940) auf die Liste der auszusondernden Literatur gesetzt. Valentin war 1957 Gründungsmitglied der Gesellschaft für Bayerische Musikgeschichte.
Er war zudem Begründer und Präsident der Deutschen Mozart-Gesellschaft und Präsident der Beethoven-Gesellschaft.
Von 1963 bis zu seiner Emeritierung 1972 war Valentin Direktor der Münchener Musikhochschule. 1965 wurde er Vorsitzender des Musikausschusses des Bayerischen Sängerbundes. Für das Fernsehen moderierte er die Serie Welt der Musik. Einführung in die Musikgeschichte. Seit Mai 1978 lebte er im Ruhestand in Bad Aibling, wo er 1993 im Alter von 86 Jahren starb.

## Auszeichnungen
- 1956: Silberne Mozart-Medaille Salzburg
- 1971: Bayerischer Verdienstorden
- 1971: Mozartmedaille durch die Mozartgemeinde Wien[5]
- Ehrenmitglied der Hochschule für Musik München, der Mozartgemeinschaft München und des Bayerischen Sängerbundes
- 1987: Bundesverdienstkreuz I. Klasse
- 1992: Georg-Philipp-Telemann-Preis der Landeshauptstadt Magdeburg

## Schriften (Auswahl)
- Die Entwicklung der Tokkata im 17. und 18. Jahrhundert (bis J. S. Bach). Helios-Verlag, Münster 1930.
- Georg Philipp Telemann: 1681–1767. Eine Biographie. Hopfer, Burg 1931.
- Hans Pfitzner. Werk und Gestalt eines Deutschen. Mit zwei erstmals veröffentlichten Beiträgen von Hans Pfitzner, zahlreichen Bildern und einer Ahnenfolge von Walther Rauschenberger. Bosse, Regensburg 1939 (= Von deutscher Musik. Band 60/62).
- Georg Philipp Telemann. Bärenreiter-Verlag, Kassel/Basel 1952.
- Handbuch der Musikinstrumentenkunde. Mit Zeichnungen von Franz Mazura. Gustav Bosse, Regensburg 1954.
- Elly Ney. Symbol einer Generation. Mit Fotos von Hannedore Valentin. Ricke, München 1962.
- als Hrsg.: Lübbes Mozart-Lexikon. Mozart von A–Z. Lübbe, Bergisch Gladbach 1983
- Mozart. Weg und Welt. List, München 1985, ISBN 978-3-471-79008-3.
- Die goldene Spur. Mozart in der Dichtung Hermann Hesses. Mit einem Vorwort von Thomas Kakuska. A-1-Verlag, München 1998, ISBN 978-3-927743-35-9.
- Leopold Mozart. Eine Biographie. Insel-Verlag, Frankfurt am Main / Leipzig 1998, ISBN 978-3-458-33924-3.